# Franco Donaggio
Franco Donaggio (Chioggia, 1958) è un fotografo italiano.

## Biografia
Si avvicina giovanissimo alla fotografia, i primi scatti li realizza a quattordici anni con l'Hasselblad del padre e da allora non ha mai smesso di fotografare.
Dopo gli studi tecnici, (si diploma geometra a Vittorio Veneto) e aver assolto agli obblighi di leva, nel 1979 si trasferisce a Milano.
Sin dall’inizio il suo modo di operare è indirizzato alla sperimentazione, affascinato dalla luce, dalle forme e dalla camera oscura, approfondisce un linguaggio onirico e surreale che continuerà a caratterizzare il suo lavoro sino ad oggi.
Lavora inizialmente nel campo pubblicitario soprattutto nel campo della fotografia di moda e di still life ma, è dall’incontro con Lanfranco Colombo, fondatore della galleria Il Diaframma nel 1993, che compie la svolta artistica e si avvicina alla fotografia belle arti.
L'uso della fotografia è per l’artista uno strumento per scavare nell’inconscio, attraverso un lungo e articolato percorso tecnico e creativo rappresenta un’idea che si conclude con l’immagine finale.

### Fotografia
Il tentativo di Donaggio è trascendere il mondo fisico, sviluppando una personalissima poetica piegando la fotografia agli intenti di una ricerca surreale e metafisica.
Nel 1994-95 realizza la serie Metaritratti, lavoro con il quale vince il Kodak European Gold Award ed inizia una stretta collaborazione con gallerie Statunitensi ed Europee che lo porteranno ad essere presente nel mercato del collezionismo internazionale e ad esporre in più di 100 mostre in tutto il mondo.
Espone per la prima volta nel 1994 per Amnesty International alla galleria del credito Valtellinese di Milano, a cui faranno seguito una lunga serie di mostre in musei e gallerie europee ed estere: 54°Biennale di Venezia, Museo Manege San Pietroburgo, Forte di Bard -Valle D'Aosta, Carrousel du Louvre Parigi, Palazzo Ducale di Genova, Museo della Scienza e della Tecnica di Milano, Joel Soroka gallery -Aspen, Benham gallery -Seattle, Aipad New York, Art Miami, Photo LA Los Angeles, Gallerie Doria -Parigi, Galleria Melkweg -Amsterdam, Palazzo Castiglioni-Milano, Galleria Mag -Como, Museo La Cittadella di Chieti, Palazzo Vendermini -Forlì, Lingotto di Torino, Museo Civico di Rovigno -Croazia; Musei Capitolini Centrale Montemartini, Museo Civico di Chioggia -Ve,  Museo Marliani Cicogna Busto Arsizio -Milano, Palazzo Leone da Perego di Legnano -Milano, Palazzo Guinigi, Lucca.
La costante ricerca in varie tecniche espressive portano spesso l'artista a modificarne il linguaggio, l'ausilio di articolate tecniche di ripresa, fatte di multiple esposizioni, dalle complesse scenografie, ai viraggi in camera oscura, gli conferiscono una libertà creativa che lo caratterizza nel panorama della fotografia contemporanea internazionale.
Nel 1999 accoglie un nuovo impulso e abbraccia la tecnica digitale. Rivisita la serie Escapes realizzata nel 1997, dove sviluppa un’indagine sociale dallo studio formale e grafico, lavoro prodotto con fotocamera a banco ottico, dipingendo o ritagliando materia cartacea, lo scannerizza e per aggiungere spessore alla composizione estetica lo elabora con interventi digitali.
Il lavoro successivo è Urbis realizzato nel 2003 ed è un punto di rottura degli schemi sia tecnici che estetici finora utilizzati, esprime il riscatto totale dell'immaginazione dal controllo razionale, un pensiero puro privo di qualsiasi controllo esercitato dalla ragione, e si avvia al surrealismo.
I lavori che seguiranno da Prima del giorno, a Spazi di Morfeo, Sedimenti e Sculptures ne sono la continuazione.
Nel 2006 dedica un omaggio alla sua terra e realizza Reflections. Raffigura un universo filtrato, incantato, armonicamente strutturato da luci e da segni essenziali, ripulito fino a raggiungere la purezza del segno significativo.
Al centro dell'opera di Donaggio vi sono temi legati all'uomo, all'ambiente, alla comunicazione tra esseri umani ed il rapporto tra queste dimensioni si visualizza in ogni progetto attraverso una diversa e particolare atmosfera, sempre portatrice di una rappresentazione ultra-soggettiva del reale.

## Collezioni
Elenco parziale:
- Museo delle Paure - Lecco[14]
- Centro Internazionale di Fotografia degli Scavi Scaligeri - Verona
- Fondazione 3M[15][16]
- Biblioteque Nationale de France - Parigi
- Museo di Casale Monferrato
- Collezione pubblica A.S.A.V - Seriate[17]
- Collezione della Famiglia Reale Saudita
- Collezione Marcegaglia
- Collezione Fendi

## Premi e riconoscimenti
- Nel 1992 vince il premio il Gran Prix "Pubblicità Italia" per la fotografia di still life.
- Nel 1996 vince l’European Kodak Gold Award per la fotografia di ritratto.
- Nel 2010 riceve il Black and White Spider Awards per architettura e fine art.[18]
- Nel 2013 PhotoREPORT/Age International di Matera[19] gli assegna il riconoscimento per meriti creativi.
- Nel 2014 Rotary Club gli assegna il premio alla carriera "Un lavoro una vita"
- Nel 2018 riceve a Benevento il premio internazionale alla carriera[20]